# Товарищество И. П. Абрамова с сыновьями
«Товарищество И. П. Абрамова с сыновьями» — предприятие шерстяной промышленности, основанное купцом Петром Абрамовым в 1864 году в Богородском уезде Московской губернии.

## История
В 1864 году купец Петр Яковлевич Абрамов основал в деревне Корнево Богородского уезда небольшую полукустарную фабрику. На производстве вырабатывались набивные хлопчатобумажные платки, которые были популярные в то время. В год открытия фабрике на ней работало 45 набойщиков и ткачей. В 1869 году на фабрике работало уже 72 человека, которые в основном жили в соседних деревнях. В тот период в деревне Корнево работало ещё две фабрики: предприятия Финогена Ивановича Сидорова и бумаго-ткацкое предприятие Ивана Васильевича Щукина. В 1880 году Петр и Иван Абрамовы покупают Корневскую мануфактуру Щукиных и происходит её слияние с их фабрикой.
В 1881 году Петр Яковлевич Абрамов отошел от дел, а в1883 году умер. Его место занял его сын, Иван Петрович Абрамов. Иван Абрамов занялся механизацией и переоборудованием фабрики, чтобы появилась возможность производить шерстяные изделия. В 1881 году было образовано «Товарищество И. П. Абрамова с сыновьями». В 1882 году произошел запуск производства. За год работы было произведено 150 000 платков из шерсти. Прибыль за 1881—1882 года составила 319 500 рублей, работало 445 рабочих.
В 1882 году началось строительство новых фабричных корпусов, которые впоследствии были сформированы в квартал зданий. В 1884 году фабрика располагалась в 11 зданиях. Среди них было отбельное отделение, резервное отделение, набивное отделение, двухэтажный ткацкий корпус. В 1892 году Иван Петрович Абрамов купил платочно-набивную фабрику Торгово дома фирмы «К. и А. Штефко и А. Миронов», которая располагалась в Павловском Посаде.
В 1900 году у Абрамовых работало 1253 рабочих, товаров производилось на суму свыше 1 миллион рублей.
И. П. Абрамов пожертвовал деньги на обустройство церкви Рождества Пресвятой Богородицы в селе Саурово-Уполозы. И. П. Абрамов был членом-жертвователем Богородского комитета Елизаветинского Благотворительного Общества. В 1908 году И. П. Абрамов купил бумаго-ткацкую фабрику и резиноволенточную фабрику Ф. А. Сидорова Торгового дома «Финогена Сидорова с сыновьями». Фабрики стали частью «Товарищества И. П. Абрамова с сыновьями». В 1913 году появилось Полное паевое Товарищество И. П. Абрамова с сыновьями, основной капитал составил 500 000 рублей.
В 1913 году умер Иван Петрович. Во главе компании оказались его сыновья Николай Иванович и Константин Иванович. В 1914 году они смогли увеличить капитал Товарищества до 4 миллионов рублей. В 1914 году на предприятиях товарищества в деревне работало 1682 рабочих.
Предприятие Абрамовых торговало продукцией в Харькове, Варшаве, Москве, Ростове-на-Дону, Нижнем Новгороде.
В декабре 1918 года фабрика была национализирована.
В 1931 году фабрика получила название Ленской. Правопреемником фабрики стал «Павловопосадский Камвольщик».